# 摩羯座α流星雨
摩羯座α流星雨是每年7月15日至9月11日发生在摩羯座天区的流星雨，极大期为8月1日，ZHR值为6-14，辐射点位于摩羯座α（牛宿二）附近，在天球上的赤道座标大约是赤经306.7度，赤纬-8.3度。
摩羯座α流星雨的母体至今仍存在争议，彗星1457 II、72P/Denning-Fujikawa (1881 V)、45P/Honda-Mrkos-Pajdusakova (1948 XII)和小行星俊神星(Adonis)都被曾经认为是流星雨的母体。